# Чемпионат мира по шорт-треку среди юниоров 2003
Чемпионат мира по шорт-треку среди юниоров 2003 года проходил с 10-12 января в Будапеште (Венгрия).
Чемпионат включает в себя четыре дистанции — 500, 1000, 1500 и 1500 метров — суперфинал На дистанциях сначала проводятся предварительные забеги, затем лучшие шорт-трекисты участвуют в финальных забегах. Чемпионом мира становится спортсмен набравший наибольшую сумму очков по итогам четырёх дистанций. В случае равенства набранных очков преимущество отдаётся спортсмену занявшему более высокое место в суперфинале на дистанции 1500 м. Также проводятся с 2001 года эстафеты у девушек м у юношей на 2000 м. С 2019 года абсолютный чемпион не разыгрывается.

## Общий медальный зачёт
| Место | Страна           | Золото | Серебро | Бронза | Всего |
| ----- | ---------------- | ------ | ------- | ------ | ----- |
| 1     | Республика Корея | 10     | 5       | 5      | 20    |
| 2     | Канада           | 0      | 2       | 2      | 4     |
| 3     | Россия           | 0      | 2       | 1      | 3     |
| 4-5   | США              | 0      | 1       | 0      | 1     |
| 4-5   | Япония           | 0      | 0       | 1      | 1     |

## Медалисты

### Юноши
| Дисциплина        | Золото                          | Серебро                            | Бронза                               |
| ----------------- | ------------------------------- | ---------------------------------- | ------------------------------------ |
| 500 м             | Ли Хо Сук Республика Корея      | Шарль Амлен Канада                 | Сун Си Бак Республика Корея          |
| 1000 м            | Ким Хён Гон Республика Корея    | Сун Си Бак Республика Корея        | Ли Хо Сук Республика Корея           |
| 1500 м            | Ли Хо Сук Республика Корея      | Шарль Амлен Канада                 | Матье Жиру Канада                    |
| 1500 м суперфинал | Ким Хён Гон Республика Корея    | Сун Си Бак Республика Корея        | Матье Жиру Канада                    |
| Многоборье        | Ли Хо Сук Республика Корея      | Ким Хён Гон Республика Корея       | Сун Си Бак Республика Корея          |
| Эстафета-2000 м   | Ким Хён Гон Сун Си Бак Ё Ки Сок | Дерек Грей Джон Пол Кепка Миси Тот | Шарль Амлен Матье Жиру Стив Робиллар |

### Девушки
| Дисциплина        | Золото                                                  | Серебро                                           | Бронза                        |
| ----------------- | ------------------------------------------------------- | ------------------------------------------------- | ----------------------------- |
| 500 м             | Пён Чхон Са Республика Корея                            | Кан Юн Ми Республика Корея                        | Татьяна Бородулина Россия     |
| 1000 м            | Ким Мин Джун Республика Корея                           | Татьяна Бородулина Россия                         | место не присуждалось         |
| 1500 м            | Пён Чхон Са Республика Корея                            | Кан Юн Ми Республика Корея                        | Ким Мин Джун Республика Корея |
| 1500 м суперфинап | Кан Юн Ми Республика Корея                              | Пён Чхон Са Республика Корея                      | Ким Мин Джун Республика Корея |
| Многоборье        | Пён Чхон Са Республика Корея                            | Кан Юн Ми Республика Корея                        | Ким Мин Джун Республика Корея |
| Эстафета-2000 м   | Республика Корея · Пён Чхон Са · Ким Мин Джун · Ё Су Ён | Татьяна Бородулина Ольга Маскайкина Олеся Оськина | Аюко Ито Маё Огино Мика Озава |